# Bezoekerscentrum Veluwezoom

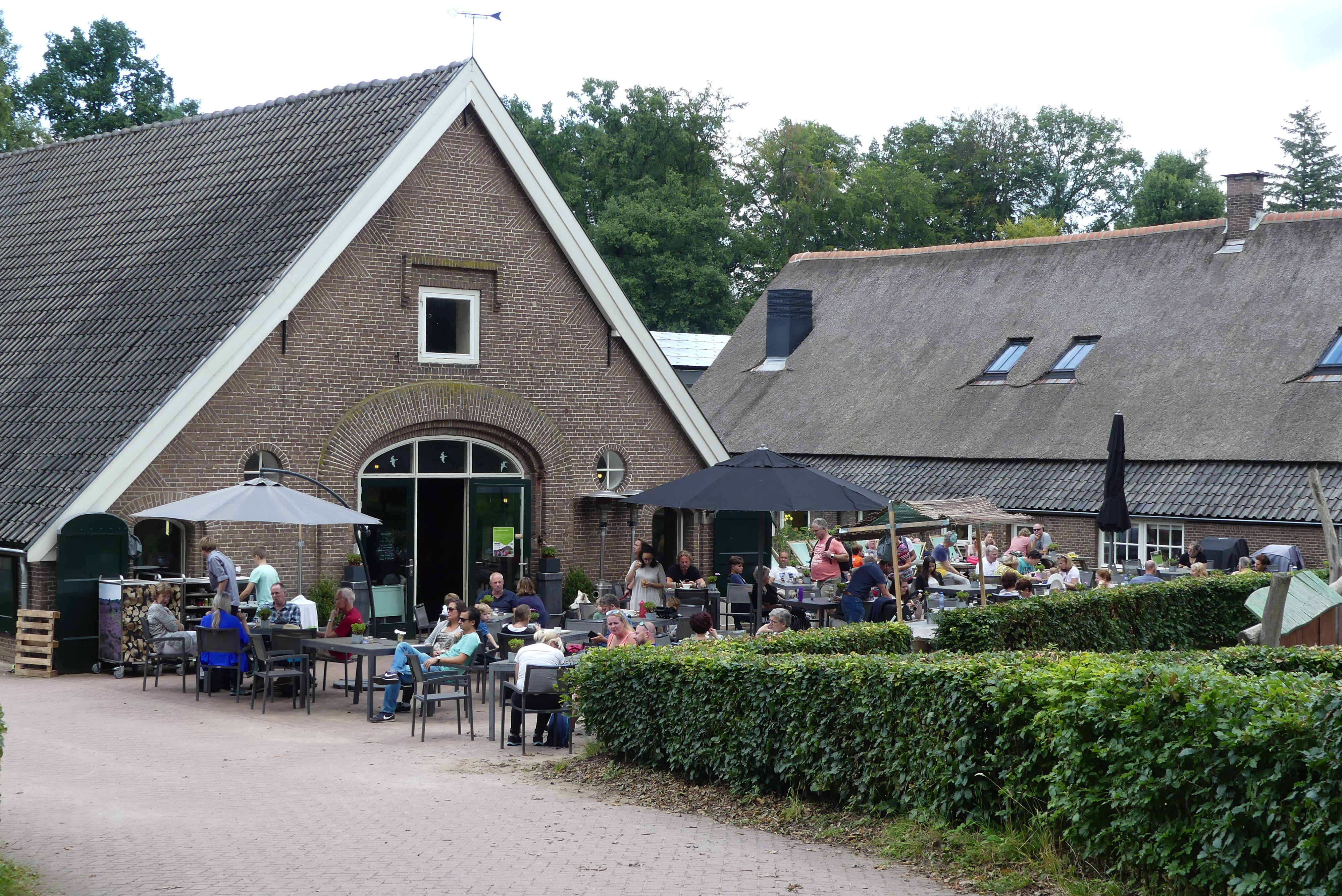
Bezoekerscentrum Veluwezoom, Rheden

Bezoekerscentrum Veluwezoom is een bezoekerscentrum van Natuurmonumenten in Rheden op de Veluwe. Het ligt in het Nationaal Park Veluwezoom op loopafstand van station Rheden. Hiernaast is er parkeergelegenheid voor bezoekers met de auto.
In het bezoekerscentrum Veluwezoom is een tentoonstelling waarin informatie is te vinden over de planten en dieren in het Nationaal Park. Er kan een bezoek worden gebracht aan de naastgelegen heemtuin van het IVN.
Het bezoekerscentrum is in 1971 geopend onder de naam De Heurne. Het was onderdeel van een plan van Natuurmonumenten om bezoekers ter plekke voorlichting te geven over de natuur. In datzelfde jaar werden ook bezoekerscentra geopend in De Wieden en in het Corversbos. In 1987 werd het centrum verbouwd en voor invaliden toegankelijk gemaakt.
In 2011 bezochten van de twee miljoen jaarlijkse bezoekers van het nationaal park ongeveer 200.000 het bezoekerscentrum.